# Heartbeat (Justs)
Heartbeat (Battito del cuore) è il singolo di debutto del cantante lettone Justs Sirmais, pubblicato il 3 febbraio 2016 su etichetta discografica Aminata Music. Il brano è stato scritto, composto e prodotto da Aminata Savadogo, che ha rappresentato la Lettonia all'Eurovision Song Contest 2015 arrivando sesta e distinguendosi per il suo sound sperimentale.
Il 31 gennaio 2016 è stato reso noto che Justs avrebbe partecipato alla seconda edizione di Supernova, il talent show lettone che avrebbe stabilito chi mandare all'Eurovision Song Contest 2016. Dopo essere avanzato dai quarti di finale del 7 febbraio ottenendo il 40% dei televoti su dieci partecipanti, Justs è passato alla semifinale del 21 febbraio, che ha superato ottenendo il maggior numero di voti dal pubblico. Nella finale del 28 febbraio ha ricevuto 20.725 televoti, il massimo della serata, ottenendo così la possibilità di rappresentare la Lettonia all'Eurovision con Heartbeat.
Prima dell'Eurovision, Justs ha cantato Heartbeat a Riga, capitale della Lettonia, il 2 aprile 2016 durante un meeting con gli altri partecipanti dell'Eurovision. Justs ha cantato Heartbeat per primo nella seconda semifinale dell'Eurovision, che si è tenuta il 12 maggio a Stoccolma, e si è qualificato per la finale del 14 maggio, dove canterà per ventesimo su 26 partecipanti.

## Tracce
Download digitale
1. Heartbeat – 2:56